# Scinax kautskyi
Scinax kautskyi és una espècie de granota de la família dels hílids. És endèmica del Brasil.
Els seus hàbitats naturals inclouen boscos tropicals o subtropicals secs i a baixa altitud, rius i zones prèviament boscoses ara molt degradades.
Està amenaçada d'extinció per la destrucció del seu hàbitat natural.